# Нягра (заповідне урочище)
Ня́гра — заповідне урочище в Україні. Об'єкт природно-заповідного фонду Івано-Франківської області. 
Розташоване в межах Рожнятівського району Івано-Франківської області, на південний захід від села Ілемня. 
Площа 46,6 га. Статус надано згідно з рішенням облвиконкому від 19.07.1988 року № 128. Перебуває у віданні ДП «Брошнівський лісгосп» (Ілемнянське л-во, кв. 6, вид. 3, 6, 13, 14, 20 24). 
Статус надано для збереження рештків буково-ялицево-смерекового та букового пралісу, що зростає на схилах гори Нягра (гірський масив Ґорґани). Насадження мають еталонне значення. 